# Cimbaliband
A Cimbaliband egy magyar világzenei zenekar. A 2006-ban alakult formáció számos nemzetközi fesztiválon képviselte Magyarországot, 2013-ban lett a Petőfi Rádió "év felfedezettje". Moldva című albuma 2015-ben a World Music Charts Europe világzenei ranglista nyolcadik helyére került, 2017-ben pedig a Recycle című albuma került huszadik helyre.

## Korábbi tagjai
- Szita Eszter
- Horváth Dániel - dob
- Boda Gellért - hegedű
- Pataj Péter, Lázár Gyula, Nagy Norbert
- Wertetics Szlobodán, Agatics Krunoszláv, Barity Zorán

## Tagjai[1]
- Unger Balázs - cimbalom, ének
- Varga Kornél
- Babos Lőrinc - dob, ütőhangszerek
- Solymosi Máté - hegedű
- Tóth Gergely - nagybőgő

## Állandó vendégek
- Danics Dóra
- Czelleng Réka
- Horváth Alexandra

## Története
2006 nyarán alakult meg a Cimbaliband. Unger Balázs (zenekarvezető) Weretics Szlobodán harmonikással és további néhány barátjával alapította. Decemberben csatlakozott a bandához Bali öccse, Unger Geri, aki azelőtt inkább metál és rock irányban haladt, de mivel Balival közös szobája volt, a népzene is hatott rá valamelyest. Horváth Dániel, jazzdobos majdnem 10 évig volt a zenekar tagja, 2016-ban viszont új dobos kapott helyet, Babos Lőrinc személyében. Nagybőgősök is voltak páran. Nagy Norbi, Pataj Peti és Lázár Gyula kiváló basszusalapot adott a zenekarnak, 2017-től pedig Tóth Gergő bőgőzik rendíthetetlenül. Boda Gellért 2016-ig hegedült a Cimbaliband-del, majd a régebben csak vendégként jelen lévő Solymosi Máté vette át a helyét a zenekarban.
A Cimbaliband idén (2018) adta ki 10. Nagylemezét Balkan Projekt címmel. Ezen a zenekarnak sok vendége is volt:
- Bede Péter (szaxofon) 
- Kovács Ferienc (trombita)
- Barity Zorán (harmonika)
- Danics Dóra (ének)

## Díjai, elismerései
- Petőfi Rádió "év felfedezettje" (2013)
- "Pest megye népművészetéért" díj (2017)
- "Gödöllő kultúrájáért" díj (2017)
- Fonogram-díj (Iram album) "Az év hazai kortárs szórakoztatózenei albuma" (2020)
- Songlines (Balkan Projekt album) "Top of the World" (2018)
- World Music Chart Europe (Recycle album) "Top 200" (2017)
- WOMEX (Moldva album) "Top label" (2016)